# معركة المشاعل
معركة المشاعل (بالتركية: Meşaleler Savaşı)‏ وقعت في 1583 م خلال الحرب العثمانية الصفوية (1578–1590)، اسم المعركة يشير إلى المشاعل التي استخدمت خلال الاشتباكات ليلاً. 

## خلفية
في المرحلة الأولى من حرب الدولة العثمانية تمكنت من قهر معظم القوقاز. تم تعيين عثمان بن أوزديمير باشا (ابن أوزدمير باشا) كحاكم للأراضي المنضمة للعثمانيين حديثا. تم اتخاذ دربند عاصمة لمقاطعته على ساحل بحر قزوين. ومع ذلك، بعد عودة الجيش العثماني إلى قاعدته الرئيسية في إسطنبول، بدأ الفرس تحت قيادة إمام كولى في محاولة استعادة بعض من أراضيها السابقة. وعلى الرغم من إرسال جيشا من خانية القرم (التي كانت تابعة للعثمانين) تحت قيادة محمد جيراي إلى القوقاز في صيف 1579 كتعزيز، لكنهم عادوا إلى القرم في الخريف، وتركوا عثمان باشا وحده. ونتيجة لذلك، كان عثمان باشا قرر التراجع إلى شمال القوقاز. في 1582، أرسل الباب العالي العثماني قوة التسليح الثانية تحت قيادة جعفر باشا، حاكم كافا (اوكرانيا حاليا)، لاستعادة الهيمنة العثمانية في المنطقة.

## معركة
الفرس قوامها 50,000 في عهدة إمام كولو، جنبا إلى جنب مع الجنود الجورجين غير النظاميين، للهجوم مرة أخرى في ربيع عام 1583. وفي الاشتباك الأول من قبل وحدات طليعة كلا من الجيشين، هزم العثمانيون (25 أبريل 1583). ووقع الاشتباك الرئيسي في باشتيب بالقرب دربند في 9 مايو 1583. وعلى الجانب العثماني، وضع عثمان باشا في المنتصف، وكان جعفر باشا في الجهة اليسرى وكان حيدر باشا، محافظ سيواس في الجهة اليمنى. أما على الجانب الفارسي، كان إمام كولو في المنتصف، وكان رستم خان في الجهة اليمنى وبرهان الدين في اليسار. وكانت نتيجة المعركة غير حاسمة في نهاية اليوم الأول، ولكن استمرت المعركة أثناء الليل، كلا الجانبين قاما باستخدام المشاعل. في اليوم الثاني، كان هناك وقفة لحظة في القتال. ولكن في اليوم الثالث، القائد العثماني وضع هجوم أدي لنهاية المعركة.وتم هزيمة الجيش الفارسي واسري الجيش الفارسي تجاوزت 3000.

## ما بعد المعركة
بهذا الانتصار، كانت الدولة العثمانية قادرة على فرض سيطرتها على كل القوقاز. وبعد مزيد من الانتصارات العثمانية في الجنوب (فتح تبريز) اتفق الجانبان على إبرام السلام. بموجب معاهدة فرحات باشا 1590، اعترف الفرس بمكاسب العثمانية في كل من القوقاز وكذلك أذربيجان بغرب ايران. ولكن هذه المكاسب لم تكن طويلة الأمد، كما تم عكسها في الحرب العثمانية الصفوية المقبلة.